# Julius Pinschewer
Julius Pinschewer (* 15. September 1883 in Hohensalza; † 16. April 1961 in Bern) war ein deutscher Filmproduzent und Pionier des Werbefilms.

## Leben
Pinschewer studierte nach dem Abitur Staatswissenschaften und Nationalökonomie in Würzburg und Berlin. Sein Praktikum in einem Warenhaus und einem Konzern chemischer Fabriken sowie Kinobesuche brachten ihn auf die Idee, das neue Medium Film kommerziell zu nutzen.
1911 produzierte er auf eigenes Risiko seine ersten Werbefilme und präsentierte sie dem Verband der Fabrikanten von Markenartikeln in Berlin. 1912 gründete er sein eigenes Unternehmen, das sich ganz auf die Produktion von Filmreklame ausrichtete. Wegen der regen Nachfrage konnte er schon 1913/14 eine Filiale in London errichten.
1912 gründete Pinschewer die Firma „Herstellung und Vertrieb von Harry Walden-Films GmbH“. Mit "Alt-Heidelberg, du feine..." produzierte er einen einzigen Film, bei dem er selbst Regie führte.
Während des Ersten Weltkriegs erkannte er die Möglichkeiten des propagandistischen Filmeinsatzes. Er produzierte mehrere Filme zugunsten der Kriegsanleihen. Dafür wurde er mit dem Verdienstkreuz für Kriegshilfe und dem Kronenorden 4. Klasse ausgezeichnet. Es war auch sein Plan, Kriegsgefangene mit Hilfe des Films für die deutsche Sache zu gewinnen.
Im Dezember 1918 gründete er die „Werbefilm GmbH“ und wurde 1925 Vorstand bei der „Industriefilm AG“. 1928 erfolgte die Umwandlung in die „Pinschewer Film AG“, wodurch er eine monopolähnliche Position auf dem Gebiet des Werbefilms in Deutschland erringen konnte. Pinschewer warb in seinen Filmen nicht nur für Markenartikel, sondern auch für allgemeine Themen wie Gas, Bücher, Blumen, für Ausstellungen und Messen oder für ganze Städte. Eine große Bedeutung in seinen Werbefilmen hatte der Zeichentrick. Der Kölner Schokoladenproduzent Ludwig Stollwerck ließ bei Julius Pinschewer in Berlin den ersten Zeichentrickfilm als Werbefilm für Stollwerck-Gold-Schokolade produzieren. 1929 produzierte Pinschewer seinen ersten Tonwerbefilm.
Bereits 1933 emigrierte er, in Voraussicht der nationalsozialistischen Verfolgung, als Jude, in die Schweiz. 1934 gründete er hier das „Atelier für Herstellung und Vertrieb künstlerischer Werbefilme.“ Er arbeitete vor allem für Schweizer, niederländische und britische Auftraggeber. Außer Filmen für rein kommerzielle Zwecke produzierte er auch einige Marionetten- und Zeichentrickfilme, die jüdisches und schweizerisches Erzählgut beinhalteten. 1948 erhielt er die Schweizer Staatsbürgerschaft.
Nach dem Zweiten Weltkrieg gründete er 1946 die „Pinschewer Ltd.“ in London und hielt sich gelegentlich wieder in Deutschland auf. 1953 ehrten ihn die Deutschen Filmtage in Göttingen, und 1957 wurde er Mitglied der Hamburger Gesellschaft für Filmkunde.